# میدان نفتی مد داگ
میدان نفتی مد داگ (انگلیسی: Mad Dog Oil Field) از میدان‌های نفتی ایالات متحده آمریکا است، که در سال ۱۹۹۸ در خلیج مکزیک کشف شد. این میدان به‌طور مشترک متعلق به بی‌پی، بی‌اچ‌پی بیلیتون و شورون می‌باشد.